# ウィリアム・K・ナカムラ
ウィリアム・ケンゾー・ナカムラ（William Kenzo Nakamura、日本名：中村 健造〈なかむら けんぞう〉、1922年1月21日 - 1944年7月4日）は、日系アメリカ人のアメリカ陸軍第442連隊戦闘団上等兵。第二次世界大戦時の活躍により、名誉勲章受章者となった。

## 経歴
ワシントン州シアトルで、日本では刀工として働き、渡米後は理容所を営んだ父ジョージ・多吉の次男として生まれる。ワシントン大学在学中の1941年12月に太平洋戦争が勃発し、母は開戦の1ヶ月後に癌で亡くなっている。母の死の2か月後に、一家と共にアイダホ州のミニドカ収容所に収監される。
1944年7月4日に、第442連隊戦闘団の上等兵の階級にあったナカムラは、イタリアのカステッリーナ・イン・キアンティ近郊で、敵の機関銃の砲床を独力で破壊した後、自身の部隊の撤退を援護することを申し出た。その直後に、自身の小隊に発砲してくる別の機関銃の砲床に反撃している間、殺害された。
これらの行為によって、当初は殊勲十字章が授与されていたが、1990年代になって全てのアジア系アメリカ人の殊勲十字章受賞歴を再調査したところ、名誉勲章に格上げされることとなった。2000年6月21日にホワイトハウスで執り行われた式典において、ビル・クリントン大統領からナカムラの遺族に名誉勲章が贈呈された。
現在は、故郷シアトル近郊にあるEvergreen-Washelli Memorial Parkに埋葬されている。

## 名誉勲章
ナカムラが受賞した名誉勲章には下記のように記されている。
ウィリアム・K・ナカムラ上等兵は、1944年6月26日のイタリア・スヴェレート近郊における作戦中の際立って英雄的な行動によって、その名を残すこととなった。激しい銃撃戦の間、ナカムラ上等兵の小隊は、死角からの敵の機関銃砲火によって身動きが取れなくなった。ナカムラ上等兵は、自ら進んで敵の砲火を辛うじて避けながら、敵の砲床を目指して20ヤード這って進んだ。目標地点から15ヤードの地点にまで達したところで、彼は即座に身を起こして4個の手榴弾を投擲し、少なくとも3名の敵兵を殺傷した。敵の攻撃が収まり、ナカムラ上等兵は自身の小隊にまで這って戻り、彼の勇敢な行動により、小隊は前進を続けることが可能となった。直後に、彼の中隊は尾根から迫撃砲の集中砲火を行えるよう準備する為に、丘の頂上から撤退することを命じられた。ナカムラ上等兵は、仲間の撤退を援護する為に、その場に留まることを決意した。安全な樹木が茂った溝の方向へ進んでいる間、彼の小隊は執念深い機関銃の砲火によって身動きが取れなくなった。敵の陣地に発砲することができた点へと這って進み、ナカムラ上等兵は敵の機関銃の射手の身動きを取れなくする為、迅速かつ正確に、自身の武器を発射した。それから、彼の小隊は更なる犠牲者を出すことなく、安全に撤退することができた。ナカムラ上等兵は、この勇気ある最期の抵抗の間、殺害された。ナカムラ上等兵の類まれな英雄的行為と任務への忠誠は、軍隊の最も崇高な伝統を維持し、また、彼本人やその部隊、ひいてはアメリカ陸軍への大きな信頼をもたらすものであった。